# Термофотометрія
Термофотометрія (англ. thermo-photometry, рос. Thermo-Photometrie f) — метод дослідження речовини (зокрема полімерів, вибухових речовин), заснований на вимірюванні характеристик світла, яке випромінюється речовиною, як функції температури. Остання змінюється під час дослідження за певною програмою.